# Двойной констриктор
Двойно́й констри́ктор — связывающий и крепёжный узел для постоянного крепления. Является узлом «констриктор», но с дополнительным шлагом. Также может быть использован в качестве постоянной марки на конце троса. Более прочен, чем узел «констриктор». В основе узла «двойной констриктор» — штык, после снятия с опоры узел распадается.

## Способ завязывания
- Один из способов завязывания узла «двойной констриктор»

Существуют 3 способа завязывания узла «двойной констриктор»:
- Концом верёвки на опоре
- Серединой верёвки на опоре
- Сделанный без опоры и накинутый на опору для закрепления, как концом верёвки, так и серединой